# زيلفيانا كوخ ميرن
زيلفيانا كوخ ميرن (بالألمانية: Silvana Koch-Mehrin)‏ (و. 1970  م) هي سياسية ألمانية، ولدت في فوبرتال، هي عضوةٌ الحزب الديمقراطي الحر.

## مناصب
تولت منصب عضو البرلمان الأوروبي (14 يوليو 2009–30 يونيو 2014)
- عضو البرلمان الأوروبي (20 يوليو 2004–13 يوليو 2009)[6]

.

## التعليم
تعلمت في جامعة هايدلبرغ
.

## روابط خارجية
- زيلفيانا كوخ ميرن على موقع IMDb (الإنجليزية)
- زيلفيانا كوخ ميرن على موقع مونزينجر (الألمانية)